# Saison 2 de Private Practice
Chronologie
Saison 1 Saison 3
Cet article présente le guide des épisodes de la deuxième saison du feuilleton télévisé Private Practice.

## Distribution de la saison

### Acteurs principaux
- Kate Walsh (VF : Anne Deleuze) : Addison Forbes Montgomery (22/22)
- Tim Daly (VF: Bruno Choël) : Pete Wilder (22/22)
- Audra McDonald (VF: Isabelle Ganz) : Naomi Bennett (22/22)
- Paul Adelstein (VF: Boris Rehlinger) : Cooper Freedman (22/22)
- KaDee Strickland (VF: Laurence Bréheret) : Charlotte King (22/22)
- Chris Lowell (VF: Jonathan Amram) : William « Dell » Parker (21/22)
- Taye Diggs (VF: Bruno Dubernat) : Sam Bennett (22/22)
- Amy Brenneman (VF: Veronique Augereau) : Violet Turner (22/22)

## Épisodes

### Épisode 1:Petits Secrets entre amis
- États-Unis /  Canada : 1er octobre 2008 sur ABC / /A\[1]
- Québec : 10 août 2009 sur TQS
- Suisse : 3 janvier 2010 sur TSR1
- Belgique : 16 janvier 2010 sur RTL-TVI
- France : 11 juillet 2011 sur France 2[2]

- États-Unis : 8,05 millions de téléspectateurs
- France : 2,6 millions de téléspectateurs[3]

- Amy Acker (Molly Madison)
- Cheryl White (Robin Miller)
- Blake Robbins (Mark Miller)
- Tyler Patrick Jones (Dean Miller)
- Drew Rausch (Eric Madison)
- David Sutcliffe (Kevin Nelson)

### Épisode 2:Éthique ou Pratique?
- États-Unis : 8 octobre 2008 sur ABC
- Québec : 17 août 2009 sur TQS
- Suisse : 10 janvier 2010 sur TSR1
- Belgique : 16 janvier 2010 sur RTL-TVI
- France : 11 juillet 2011 sur France 2

- États-Unis : 7,25 millions de téléspectateurs
- France : 2,5 millions de téléspectateurs[3]

- Tom Amandes (Charlie)
- Fran Kranz (Brian)
- Zoe Perry (Lisa)
- Kimberly Kevon Williams (Jodie)
- Ian Nelson (Kirk Jensen)
- Rene Ashton (Ellen)

### Épisode 3:Sujets tabous
- États-Unis : 22 octobre 2008 sur ABC
- Québec : 24 août 2009 sur TQS
- Suisse : 17 janvier 2010 sur TSR1
- Belgique : 23 janvier 2010 sur RTL-TVI
- France : 18 juillet 2011 sur France 2

- États-Unis : 7,77 millions de téléspectateurs
- France : 2,65 millions de téléspectateurs[4]

- Joe Nieves (Greg)
- Audrey Wasilewski (Janet)
- Leslie Hope (Linda)
- Ernie Hudson (Captaine Frank)
- Soren Fulton (Jesse)
- Mickey Maxwell (Jerry)
- David Sutcliffe (Kevin Nelson)

### Épisode 4:La Pêche aux voix
- États-Unis : 29 octobre 2008 sur ABC
- Québec : 1er septembre 2009 sur V
- Belgique : 23 janvier 2010 sur RTL-TVI
- Suisse : 24 janvier 2010 sur TSR1
- France : 18 juillet 2011 sur France 2

- États-Unis : 7,73 millions de téléspectateurs
- France : 2,6 millions de téléspectateurs[4]

- Rebecca Lowman (Nicole)
- Rome Shadanloo (Sharbat)
- Sarah Ripard (Amina)
- Ludwig Manukian (Idrees Qalzai)
- Ty Simpkins (Braden Tisch)
- Jayne Brook (Dr Meg Porter)

### Épisode 5:Franchir le cap
- États-Unis : 5 novembre 2008 sur ABC
- Québec : 8 septembre 2009 sur V
- Belgique : 30 janvier 2010 sur RTL-TVI
- Suisse : 31 janvier 2010 sur TSR1
- France : 18 juillet 2011 sur France 2

- États-Unis : 9,54 millions de téléspectateurs
- France : 2,6 millions de téléspectateurs[4]

- Ming-Na Wen (Kara Wei)
- Geffri Maya Hightower (Maya Bennett)
- Erin Way (Jenna)
- Debra Sullivan (Lynn)
- Jayne Brook (Dr Meg Porter)

### Épisode 6:Les Raisons du cœur
- États-Unis : 19 novembre 2008 sur ABC
- Québec : 15 septembre 2009 sur V
- Belgique : 30 janvier 2010 sur RTL-TVI
- Suisse : 7 février 2010 sur TSR1
- France : 25 juillet 2011 sur France 2

- États-Unis : 7,14 millions de téléspectateurs
- France : 2,85 millions de téléspectateurs[5]

- Alexis Denisof (Daniel)
- Alexandra Holden (Laura)
- Bess Wohl (Amy)
- Kim Hamilton (Frances)

### Épisode 7:La Tentation du Diable
- États-Unis : 26 novembre 2008 sur ABC
- Québec : 22 septembre 2009 sur V
- Belgique : sur RTL-TVI
- Suisse : 14 février 2010 sur TSR1
- France : 25 juillet 2011 sur France 2

- États-Unis : 6,21 millions de téléspectateurs
- France : 2,7 millions de téléspectateurs[5]

- Darby Stanchfield (Tess Milford)
- Scott Michael Campbell (Gregory)
- Grant Show (Archer Montgomery)
- Jayne Brook (Dr Meg Porter)

### Épisode 8:Crime et Châtiment
- États-Unis : 3 décembre 2008 sur ABC
- Québec : 29 septembre 2009 sur V
- Suisse : 21 février 2010 sur TSR1
- France : 25 juillet 2011 sur France 2

- États-Unis : 7,84 millions de téléspectateurs
- France : 2,7 millions de téléspectateurs[5]

- Joan McMurtrey (Jennifer)
- Noah Bean (Sean)
- Ivar Brogger (Ronald)
- Jayne Brook (Dr Meg Porter)
- Brian Benben (Dr Sheldon Wallace)

### Épisode 9:Passer la main
- États-Unis : 10 décembre 2008 sur ABC
- Québec : 6 octobre 2009 sur V
- Suisse : 28 février 2010 sur TSR1
- France : 25 juillet 2011 sur France 2

- États-Unis : 6,85 millions de téléspectateurs
- France : 2,6 millions de téléspectateurs[5]

- Brian Benben (Dr Sheldon Wallace)
- Jeffrey Pierce (Ray Daniels "Rocket Ray")
- Sarah Drew (Judy)
- Meredith Monroe (Leah Hudley)
- Ione Skye (Monica)
- Jay Harrington (Dr Wyatt Lockhart)

### Épisode 10:Engrenages
- États-Unis : 17 décembre 2008 sur ABC
- Québec : 13 octobre 2009 sur V
- Suisse : 7 mars 2010 sur TSR1
- France : 1er août 2011 sur France 2

- États-Unis : 6,65 millions de téléspectateurs
- France : 2,43 millions de téléspectateurs[6]

- Joey Luthman ("Porter" Evan Dawson)
- Sean Bridgers (Franck)
- Siena Goines (Claudia Jenkins)
- Ginny Weirick (Carley)
- Jayne Brook (Dr Meg Porter)
- David Sutcliffe (Kevin Nelson)
- Jay Harrington (Dr Wyatt Lockhart)

### Épisode 11:Contamination
- États-Unis : 8 janvier 2009 sur ABC
- Québec : 20 octobre 2009 sur V
- Suisse : 14 mars 2010 sur TSR1
- France : 1er août 2011 sur France 2

- États-Unis : 9,03 millions de téléspectateurs
- France : 2,4 millions de téléspectateurs[6]

- Brian Benben (Dr Sheldon Wallace)
- Sharon Leal (Sonya)
- Jay Harrington (Dr Wyatt Lockhart)

### Épisode 12:Un choix impossible
- États-Unis : 15 janvier 2009 sur ABC
- Québec : 27 octobre 2009 sur V
- Suisse : 21 mars 2010 sur TSR1
- France : 1er août 2011 sur France 2

- États-Unis : 8,49 millions de téléspectateurs
- France : 2,4 millions de téléspectateurs[6]

- Brian Benben (Dr Sheldon Wallace)
- David Sutcliffe (Kevin Nelson)
- Sharon Leal (Sonya)
- Jay Harrington (Dr Wyatt Lockhart)

### Épisode 13:Rien à craindre
- États-Unis : 22 janvier 2009 sur ABC
- Québec : 3 novembre 2009 sur V
- Suisse : 28 mars 2010 sur TSR1
- France : 1er août 2011 sur France 2

- États-Unis : 9,63 millions de téléspectateurs
- France : 2,1 millions de téléspectateurs[6]

- Grant Show (Archer Montgomery)
- Brian Benben (Dr Sheldon Wallace)
- David Sutcliffe (Kevin Nelson)
- Jay Harrington (Dr Wyatt Lockhart)

### Épisode 14:Seconde Chance
- États-Unis : 29 janvier 2009 sur ABC
- Québec : 10 novembre 2009 sur V
- Suisse : 4 avril 2010 sur TSR1
- France : 8 août 2011 sur France 2

- États-Unis : 7,66 millions de téléspectateurs
- France : 2,23 millions de téléspectateurs[7]

- Grant Show (Archer Montgomery)
- Brian Benben (Dr Sheldon Wallace)
- Sharon Leal (Sonya)

### Épisode 15:Un choix difficile
- États-Unis : 5 février 2009 sur ABC
- Québec : 17 novembre 2009 sur V
- Suisse : 11 avril 2010 sur TSR1
- France : 8 août 2011 sur France 2

- États-Unis : 12,99 millions de téléspectateurs
- France : 2,6 millions de téléspectateurs[7]

- Grant Show (Archer Montgomery)
- Brian Benben (Dr Sheldon Wallace)

### Épisode 16:Les Complications
- États-Unis : 12 février 2009 sur ABC
- France :
  - 11 novembre 2009 sur TF1, dans le cadre du crossover avec Grey's Anatomy
  - 8 août 2011 sur France 2
- Québec : 24 novembre 2009 sur V
- Suisse : 18 avril 2010 sur TSR1

- États-Unis : 14,15 millions de téléspectateurs
- France : 2,56 millions de téléspectateurs[7]

- Grant Show (Archer Montgomery)
- Jennifer Westfeldt (Jen)
- Ben Shenkman (Rob)
- Abigail Spencer (Rachel)
- Steven W. Bailey (Joe)
- Eric Dane (Dr. Mark Sloan)
- James Pickens Jr. (Dr. Richard Webber)
- Patrick Dempsey (Dr. Derek Shepherd)
- Justin Chambers (Dr. Alex Karev)
- Chandra Wilson] (Dr. Miranda Bailey)

### Épisode 17:Masculin, féminin
- États-Unis : 19 février 2009 sur ABC
- Québec : 1er décembre 2009 sur V
- Suisse : 25 avril 2010 sur TSR1
- France : 8 août 2011 sur France 2

- États-Unis : 11,37 millions de téléspectateurs
- France : 2,56 millions de téléspectateurs[7]

- Grant Show (Archer Montgomery)
- Brian Benben (Dr Sheldon Wallace)
- Emma Caulfield (Leanne)
- Sharon Leal (Sonya)

### Épisode 18:Le Début ou la Fin
- États-Unis : 12 mars 2009 sur ABC
- Québec : 8 décembre 2009 sur V
- Suisse : 2 mai 2010 sur TSR1
- France : 15 août 2011 sur France 2

- États-Unis : 9,07 millions de téléspectateurs
- France : 2,29 millions de téléspectateurs[8]

- Josh Hopkins (Noah Barnes)
- Amber Benson (Jill)
- Brian Benben (Dr Sheldon Wallace)
- Amanda Detmer (Morgan Gellman)
- Sharon Leal (Sonya)

### Épisode 19:Ce que femme veut
- États-Unis : 19 mars 2009 sur ABC
- Québec : 15 décembre 2009 sur V
- Suisse : 9 mai 2010 sur TSR1
- France : 15 août 2011 sur France 2

- États-Unis : 10,03 millions de téléspectateurs
- France : 2,21 millions de téléspectateurs[8]

- Josh Hopkins (Noah Barnes)
- Amanda Detmer (Morgan Gellman)
- Amanda Foreman (Katie Kent)
- Jana Kramer (Lyla)

### Épisode 20:Question d'éthique
- États-Unis : 26 mars 2009 sur ABC
- Québec : 22 décembre 2009 sur V
- Suisse : 16 mai 2010 sur TSR1
- France : 15 août 2011 sur France 2

- États-Unis : 10,12 millions de téléspectateurs
- France : 2,21 millions de téléspectateurs[8]

- Josh Hopkins (Noah Barnes)
- Amanda Detmer (Morgan Gellman)
- Idina Menzel (Lisa King)

### Épisode 21:Ce que l'on ne ferait pas par amour
- États-Unis : 23 avril 2009 sur ABC
- Québec : 29 décembre 2009 sur V
- Suisse : 23 mai 2010 sur TSR1
- France : 15 août 2011 sur France 2

- États-Unis : 9,08 millions de téléspectateurs
- France : 2,21 millions de téléspectateurs[8]

- Josh Hopkins (Dr. Noah Barnes)
- Brian Benben (Sheldon)
- Mathew St. Patrick (Malcolm)
- Idina Menzel (Lisa King)
- Charlie McDermott (Bobby Douglas)
- James Morrison (William White)

### Épisode 22:Le mien, le tien, le nôtre
- États-Unis : 30 avril 2009 sur ABC
- Québec : 5 janvier 2010 sur V
- Suisse : 30 mai 2010 sur TSR1
- France : 22 août 2011 sur France 2

- États-Unis : 9,7 millions de téléspectateurs
- France : 2,78 millions de téléspectateurs[9]

- D.B. Woodside (Duncan)
- Robin Weigert (Amelia Sawyer)
- Agnes Bruckner (Heather)
- Tessa Thompson (Zoe)
- Brian Benben (Dr. Sheldon Wallace)
- DaJuan Johnson (Marty Salter)
- Hailey Sole (Betsey)
- James Morrison (William White)
- Brian Benben (Dr Sheldon Wallace)
- Josh Hopkins (Dr Noah Barnes)
- Amanda Foreman (Katie Kent)

## Audiences

### Audiences aux États-Unis
| Épisode | Titre en français                   | Titre original        | Chaîne | Date de diffusion originale | Audiences | Pdm sur les 18-49 ans |
| ------- | ----------------------------------- | --------------------- | ------ | --------------------------- | --------- | --------------------- |
| 2x01    | Petits secrets entre amis           | A Family Thing        | ABC    | 1er octobre 2008            | 8.16      | 3.3/8                 |
| 2x02    | Éthique ou pratique ?               | Equal and Opposite    | ABC    | 8 octobre 2008              | 7.40      | 2.6/7                 |
| 2x03    | Sujets tabous                       | Nothing to Talk About | ABC    | 22 octobre 2008             | 7.98      | 3.0/8                 |
| 2x04    | La pêche aux voix                   | Past Tense            | ABC    | 29 octobre 2008             | 7.93      | 2.9/7                 |
| 2x05    | Franchir le cap                     | Let It Go             | ABC    | 5 novembre 2008             | 9.54      | 3.2/8                 |
| 2x06    | Les raisons du cœur                 | Serving Two Masters   | ABC    | 19 novembre 2008            | 7.14      | 2.4/6                 |
| 2x07    | La tentation du Diable              | Tempting Faith        | ABC    | 26 novembre 2008            | 6.33      | 1.8/6                 |
| 2x08    | Crime et châtiment                  | Crime And Punishment  | ABC    | 3 décembre 2008             | 7.78      | 2.5/7                 |
| 2x09    | Passer la main                      | Know When To Fold     | ABC    | 10 décembre 2008            | 6.86      | 2.4/6                 |
| 2x10    | Engrenages                          | Worlds Apart          | ABC    | 17 décembre 2008            | 6.61      | 2.3/6                 |
| 2x11    | Contamination                       | Contamination         | ABC    | 8 janvier 2009              | 8.98      | 3.3/8                 |
| 2x12    | Un choix impossible                 | Homeward Bound        | ABC    | 15 janvier 2009             | 8.49      | 3.3/8                 |
| 2x13    | Rien à craindre                     | Nothing to Fear       | ABC    | 22 janvier 2009             | 9.49      | 3.6/10                |
| 2x14    | Seconde chance                      | Second Chances        | ABC    | 29 janvier 2009             | 7.74      | 2.8/8                 |
| 2x15    | Un choix difficile                  | Acceptance            | ABC    | 5 février 2009              | 12.91     | 5.3/14                |
| 2x16    | Les Complications                   | Ex-Life               | ABC    | 12 février 2009             | 14.10     | 5.7/15                |
| 2x17    | Masculin, féminin                   | Wait and See          | ABC    | 19 février 2009             | 11.16     | 4.4/12                |
| 2x18    | Le début ou la fin                  | Finishing             | ABC    | 12 mars 2009                | 8.80      | 3.3/9                 |
| 2x19    | Ce que femme veut                   | What Women Want       | ABC    | 19 mars 2009                | 9.73      | 3.5/9                 |
| 2x20    | Question d'éthique                  | Do the Right Thing    | ABC    | 26 mars 2009                | 10.12     | 3.6/10                |
| 2x21    | Ce que l'on ne ferait pas par amour | What You Do For Love  | ABC    | 23 avril 2009               | 9.08      | 3.3/9                 |
| 2x22    | Le mien, le tien, le nôtre          | Yours, Mine and Ours  | ABC    | 30 avril 2009               | 9.70      | 3.5/10                |

### Audiences en France
| Épisode | Titre en français                   | Titre original        | Chaîne   | Date de diffusion originale | Audiences | Part d’audiences globales |
| ------- | ----------------------------------- | --------------------- | -------- | --------------------------- | --------- | ------------------------- |
| 2x01    | Petits secrets entre amis           | A Family Thing        | France 2 | 11 juillet 2011             | 2.60      | 10,9 %                    |
| 2x02    | Éthique ou pratique ?               | Equal and Opposite    | France 2 | 11 juillet 2011             | 2.50      | 11,3 %                    |
| 2x03    | Sujets tabous                       | Nothing to Talk About | France 2 | 18 juillet 2011             | 2.65      | 10,8 %                    |
| 2x04    | La pêche aux voix                   | Past Tense            | France 2 | 18 juillet 2011             | 2.60      | 10,3 %                    |
| 2x05    | Franchir le cap                     | Let It Go             | France 2 | 18 juillet 2011             | 2.60      | 11 %                      |
| 2x06    | Les raisons du cœur                 | Serving Two Masters   | France 2 | 25 juillet 2011             | 2.85      | 12 %                      |
| 2x07    | La tentation du Diable              | Tempting Faith        | France 2 | 25 juillet 2011             | 2.70      | 11,2 %                    |
| 2x08    | Crime et châtiment                  | Crime And Punishment  | France 2 | 25 juillet 2011             | 2.70      | 12,9 %                    |
| 2x09    | Passer la main                      | Know When To Fold     | France 2 | 25 juillet 2011             | 2.60      | 17,3 %                    |
| 2x10    | Engrenages                          | Worlds Apart          | France 2 | 1er août 2011               | 2.43      | 11,7 %                    |
| 2x11    | Contamination                       | Contamination         | France 2 | 1er août 2011               | 2.40      | 11,2 %                    |
| 2x12    | Un choix impossible                 | Homeward Bound        | France 2 | 1er août 2011               | 2.40      | 12,4 %                    |
| 2x13    | Rien à craindre                     | Nothing to Fear       | France 2 | 1er août 2011               | 2.10      | 15,4 %                    |
| 2x14    | Seconde chance                      | Second Chances        | France 2 | 8 août 2011                 | 2.35      | 10,7 %                    |
| 2x15    | Un choix difficile                  | Acceptance            | France 2 | 8 août 2011                 | 2.21      | 9,6 %                     |
| 2x16    | Les Complications                   | Ex-Life               | France 2 | 8 août 2011                 | 2.56      | 12,9 %                    |
| 2x17    | Masculin, féminin                   | Wait and See          | France 2 | 8 août 2011                 | 2.56      | 19,3 %                    |
| 2x18    | Le début ou la fin                  | Finishing             | France 2 | 15 août 2011                | 2.29      | 11,6 %                    |
| 2x19    | Ce que femme veut                   | What Women Want       | France 2 | 15 août 2011                | 2.21      | 10,7 %                    |
| 2x20    | Question d'éthique                  | Do the Right Thing    | France 2 | 15 août 2011                | 2.21      | 12,3 %                    |
| 2x21    | Ce que l'on ne ferait pas par amour | What You Do For Love  | France 2 | 15 août 2011                | 2.21      | 17,5 %                    |
| 2x22    | Le mien, le tien, le nôtre          | Yours, Mine and Ours  | France 2 | 23 août 2011                | 2.78      | 12,2 %                    |